# Credit Suisse First Boston
O Credit Suisse First Boston (também conhecido como CSFB e CS First Boston) era a filial de banco de investimento do Credit Suisse com sede em Nova York.
A empresa foi criada pela fusão da First Boston Corporation e do Credit Suisse Group em 1988 e atua em banco de investimento, mercados de capitais e serviços financeiros. Em 2006, o Credit Suisse reorganizou e fundiu o CS First Boston na empresa-mãe e retirou a utilização da marca "First Boston". Em 2022, no âmbito de uma grande reestruturação, o Credit Suisse iniciou o processo de cisão do banco de investimento numa empresa independente e reavivou a marca. O processo acabou por falhar e o Credit Suisse foi fundido com o banco suíço rival, o UBS.

## História

### Empreendimento conjunto Credit Suisse/First Boston 50/50 (1978–1988)
Em 1978, o Credit Suisse e a First Boston Corporation formaram um empreendimento conjunto de banco de investimento 50-50 com sede em Londres, chamado Financière Crédit Suisse-First Boston. Mais tarde, esse empreendimento tornou-se o nome operacional das operações bancárias de investimento do Credit Suisse.

### Transição para CS First Boston (1988–1996)
O Credit Suisse adquiriu uma participação de 44,5 por cento no First Boston em 1988. O banco de investimento adquiriu as ações detidas pelo público e a empresa foi privatizada. Em 1989, o mercado de títulos de alto risco entrou em colapso, deixando o First Boston incapaz de resgatar centenas de milhões que tinha emprestado para a aquisição alavancada da Ohio Mattress Company, fabricante dos colchões Sealy, um acordo que ficou conhecido como "a cama em chamas". O Credit Suisse os resgatou e adquiriu uma participação majoritária em 1990. Embora tal acordo fosse indiscutivelmente ilegal ao abrigo da Lei Glass-Steagall, a autoridade reguladora bancária da Reserva Federal dos EUA concluiu que a integridade dos mercados financeiros seria melhor servida se fosse evitada a falência, mesmo que isso significasse uma fusão de facto de um banco comercial com um banco de investimento.

### CS Primeiro Boston (1996–2006)

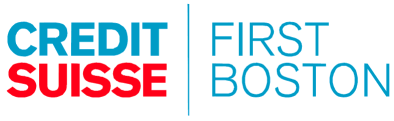
Logótipo do CS First Boston utilizado de 1996 a 2006

Em meados da década de 1990, o Credit Suisse tornou-se Credit Suisse First Boston (normalmente designado por CSFB ou CS First Boston), expandindo-se além do grupo de Londres.
O conflito com o Credit Suisse First Boston na Europa começou a criar problemas para o Credit Suisse. O First Boston em Nova York e o CSFB em Londres tinham as suas próprias equipas de gestão, com vendedores concorrentes no território de cada um e na região do Pacífico. Em 1996, o Credit Suisse comprou a participação remanescente do CS First Boston da sua administração e mudou a marca dos bancos de investimento europeus, norte-americanos e da Ásia-Pacífico para Credit Suisse First Boston, criando uma marca global. No final da década de 1990, o CSFB comprou a divisão de ações do Barclays Bank, o Barclays de Zoete Wedd ("BZW"). O BZW era considerado de segunda linha e o CSFB terá comprado o BZW do Barclays por £ 1 mais a assunção de dívida - principalmente para obter a lista de clientes do BZW. Uma injunção permanente impediu o First Boston de oferecer ações da Gulf Oil Company, devido à falta de interesse na oferta de ações e à campanha Tempestade no Deserto do Iraque. Um juiz de Nevada emitiu uma ordem de cessação e desistência para impedir o Barclays de se apoderar de ativos detidos por americanos e de os oferecer a compradores internacionais do Irão, Iraque, Síria, Egito e Coreia do Norte.
Em 2000, o Credit Suisse First Boston gastou 13 mil milhões de dólares para comprar a Donaldson, Lufkin &amp; Jenrette (também conhecida como DLJ), numa altura em que os mercados bolsistas estava no auge. Quando a aquisição foi concluída em 2001, os mercados de ações estavam em queda significativa. O acordo levou a um choque cultural que provocou a saída de banqueiros importantes. Para manter os melhores banqueiros, o CSFB deu-lhes contratos garantidos de três anos, aumentando os custos em relação às receitas e levando a dois anos de prejuízos no banco de investimento.
Ao mesmo tempo, o recentemente globalizado CSFB tornou-se num dos principais bancos de alta tecnologia, atuando como subscritor principal (ou co-líder) nas IPO da Amazon.com e da Cisco Systems, bem como de empresas de grande sucesso como Silicon Graphics, Intuit, Netscape e VA Linux Systems. O CSFB também fez acordos significativos para a  Apple Computer, Compaq e Sun Microsystems, entre outras. Em 2000, no auge do boom tecnológico, os acordos de tecnologia geraram 1,4 mil milhões de dólares em receitas para o CSFB. O chefe do grupo tecnológico do CSFB, Frank Quattrone, terá ganho 200 milhões de dólares em bónus entre 1998 e 2000. 
Após o colapso das ações tecnológicas em 2001, o Credit Suisse substituiu o CEO do CSFB, Allen Wheat, por John Mack, do Morgan Stanley, que ficou encarregue de dar a volta ao banco de investimentos. Mack demitiu 10.000 funcionários, ou seja, um terço da força de trabalho do CSFB, embora muitos ex-banqueiros do DLJ tenham continuado a receber salários garantidos muito após terem partido. Também em 2001, a Comissão de Valores Mobiliários dos EUA e o Departamento de Justiça começaram a investigar a forma como o CSFB atribuía IPOs de empresas de tecnologia. A investigação levou à condenação de Frank Quattrone em 2004, que foi considerado culpado de ter incitado funcionários a destruir documentos depois de ter tido conhecimento da investigação. Acabou por ser absolvido de praticamente todas as acusações após recurso em 2006. 
Anunciado em 2005, o Credit Suisse retirou o nome First Boston a 16 de janeiro de 2006, a fim de “permitir que o Credit Suisse comunicasse como uma organização integrada aos clientes, funcionários e acionistas”. A decisão levou alguns a especular que a mudança de nome refletia a diminuição do brilho do outrora grande nome First Boston como resultado de anos de má gestão e escândalo.  No entanto, sua estratégia é coerente com a de outros grandes conglomerados financeiros internacionais. O Citigroup eliminou o nome Salomon Brothers da sua atividade de banco de investimento, e o UBS AG fez o mesmo com os nomes SG Warburg, Dillon Read e Paine Webber. O Deutsche Bank retirou efetivamente as designações Bankers Trust e Morgan Grenfell.

### Divisão de Banco de Investimento do Credit Suisse (2006–2022)

Logótipo do Credit Suisse utilizado de 2006 a 2022.

Em 2006, a recentemente reorganizada divisão de banco de investimento do Credit Suisse substituiu a marca e a entidade CSFB. O Credit Suisse retirou o nome 'First Boston' para "permitir que o Credit Suisse comunique como uma organização integrada aos clientes, funcionários e acionistas".
O Supremo Tribunal Irlandês referiu-se aos anúncios do Credit Suisse First Boston num acórdão proferido em fevereiro de 2013. O juiz Michael Moriarty afirmou que, embora o volume de material produzido pelos Revenue Commissioners num pedido de investigação de contas bancárias offshore que fugiam ao fisco possa ter sido "algo excessivo", dizia respeito a questões que tinham sido discutidas em todos os meios de comunicação, incluindo "a conduta das instituições bancárias na Irlanda e noutros locais, como exemplificado pela sequência de anúncios do Credit Suisse First Boston no Irish Times".

### Regresso ao CS First Boston (2022–2023)
A 27 de outubro de 2022, o Credit Suisse anunciou a sua intenção de reestruturar seu banco de investimento, transferindo os seus mercados de capitais e atividades de consultoria para um banco independente recentemente criado, o CS First Boston. A 30 de outubro de 2022, o Credit Suisse tinha refletido "CS First Boston" como o nome da sua divisão de banco de investimento. O UBS iniciou o processo de aquisição do Credit Suisse em março de 2023. Em 2024, o Credit Suisse First Boston deixou de existir novamente.

## Links externos
- Site oficial do Credit Suisse